# Asha Banks
Pour les articles homonymes, voir Banks.
Asha Banks est une actrice et auteure-compositrice-interprète anglaise, principalement connue pour jouer dans la série thriller britannique Meurtre mode d'emploi (depuis 2024) et dans le film britannique À contre-sens : Londres.

## Biographie

### Enfance
Née à St Albans, dans le comté de Hertfordshire en 2003, Asha Alice Banks est la benjamine de Sophie Banks, directrice d'une agence de marketing, et de Duncan Stuart Banks, consultant en transformation d’entreprise - elle a un frère aîné, Fin Banks (né en 2001), chargé d'urbanisme au Hertfordshire County Council,. Elle a étudié à la Parmiter's School de Garston, un village de banlieue du Hertfordshire. Elle suivait des cours d'art dramatique tous les samedis à la Top Hat Stage School et participait à la classe de maître de Michael D. Xavier tous les dimanches.

### Carrière
Dès l'âge de 6 ans, Asha Banks tourne dans des spots publicitaires pour la télévision britannique et prend des cours de théâtre. À l'âge de 7 ans, elle est sélectionnée pour interpréter la jeune Éponine dans la comédie musicale Les Misérables, qui se produit au Queen's Theatre en 2012. Cette opportunité marque ses débuts dans le West End Theatre. En 2011, à l'âge de 8 ans, elle fait de la figuration dans EastEnders, ainsi que dans Call the Midwife. En 2014, elle joue dans la pièce 1984, qui se produit au Almeida Theatre, ainsi qu'au Playhouse Theatre. En 2015, elle fait le tour du Royaume-Uni en jouant Duffy dans la comédie musicale Annie. Pendant plus d'un an, elle interprète le rôle de Violet Beauregarde dans la pièce Charlie et la Chocolaterie, Le Musical, qui se produit au théâtre de Drury Lane. Jusqu'en 2021, Asha Banks enchaîne les rôles et les productions dans les grands théâtres londoniens.
En 2022, elle obtient son premier grand rôle dans La Flûte enchantée, une adaptation cinématographique de l'œuvre éponyme. En 2023, elle est annoncée au casting de la nouvelle série britannique Meurtre mode d'emploi, aux côtés de l'actrice américaine Emma Myers, sorti le 1er juillet 2024 sur BBC iPlayer puis le 1er août 2024 sur Netflix. 
En 2024, elle est annoncée au casting du remake britannique du film espagnol À contre-sens, ainsi baptisé À contre-sens : Londres aux côtés de Matthew Broome, sorti sur Prime Video le 13 février 2025. Pour la bande originale du film, Asha Banks enregistre une chanson intitulée Feel The Rush.
Le 7 mars 2025, elle sort son premier EP, intitulé Untie My Tongue.
Le 7 mai 2025, Amazon Prime annonce deux suites au film À contre-sens : Londres. Quelques jours plus tard, le 16 mai, Asha Banks est annoncée en première partie au concert de Noah Kahan au Hyde Park le 4 juillet 2025. Elle est ensuite nommée aux National Film Awards dans la catégorie "Performance Exceptionnelle" pour son rôle dans À contre-sens : Londres, puis elle est annoncée au festival All Points East le 23 août 2025 aux côtés de Jade Thirlwall, Tyla, Raye ou encore Doechii.
En juillet 2025, elle collabore avec la chanteuse Holly Humberstone sur une nouvelle version de la chanson Dive, qui apparaît sur la bande originale de À contre-sens : Londres. 

## Filmographie

### Cinéma
- 2012 : Confus[(ion) (ed)] : Sister (court-métrage)
- 2014 : Blue : Jessica (court-métrage)
- 2022 : La Flûte enchantée : Princesse Pamina
- 2025 : À contre-sens : Londres : Noah Morgan
- 2026 : À contre-sens 2 : Londres : Noah Morgan
- 2027 : À contre-sens 3 : Londres : Noah Morgan

### Télévision
- 2011 : EastEnders : plusieurs petits rôles (4 épisodes)
- 2011 : Call the Midwife : une fillette espagnole (1 épisode)
- 2022 : Les Justicières : Rebel Cheer Squad : Brooke (5 épisodes)
- Depuis 2024 : Meurtre mode d'emploi : Cara Ward

### Théâtre
- 2012 : Les Misérables : Eponine, plus jeune (Queen's Theatre)
- 2014 : 1984 : Fille de Parson (Almeida Theatre et Playhouse Theatre)
- 2015 : Annie : Duffy (tournée au Royaume-Uni)
- 2016 - 2017 : Charlie et la Chocolaterie, Le Musical : Violet Beauregarde (théâtre de Drury Lane)
- 2017 : Le Journal secret d'Adrien 13 ans 3/4 : Pandora Braithwaite (La Chocolaterie Menier)
- 2019 : The Boy In The Dress : Lisa James (Royal Shakespeare Theatre)
- 2021 : L'Éveil du printemps : Thea / Wendla (Almeida Theatre)

## Discographie

### EP
- Untie My Tongue (sorti le 7 mars 2025 et distribué par DistroKid)

### Singles

#### En solo
- 2024 : So Green
- 2025 : Feel The Rush
- 2025 : Rerun

#### En collaboration
- 2025 : Dive avec Holly Humberstone